# Kvarken
Le Kvarken, en finnois : Merenkurkku, en suédois : Norra Kvarken, est un détroit du golfe de Botnie, en  mer Baltique. Il se situe entre la Finlande à l'est et la Suède à l'ouest et permet à la baie de Botnie située au nord de communiquer avec la mer de Botnie située au sud. Les principales villes proches sont Vaasa et Jakobstad sur la côte finlandaise, et Umeå et Holmsund en Suède.
Il comporte de nombreuses îles et archipels côtiers, dont l'archipel de Kvarken côté finlandais, et les Holmöarna côté suédois.

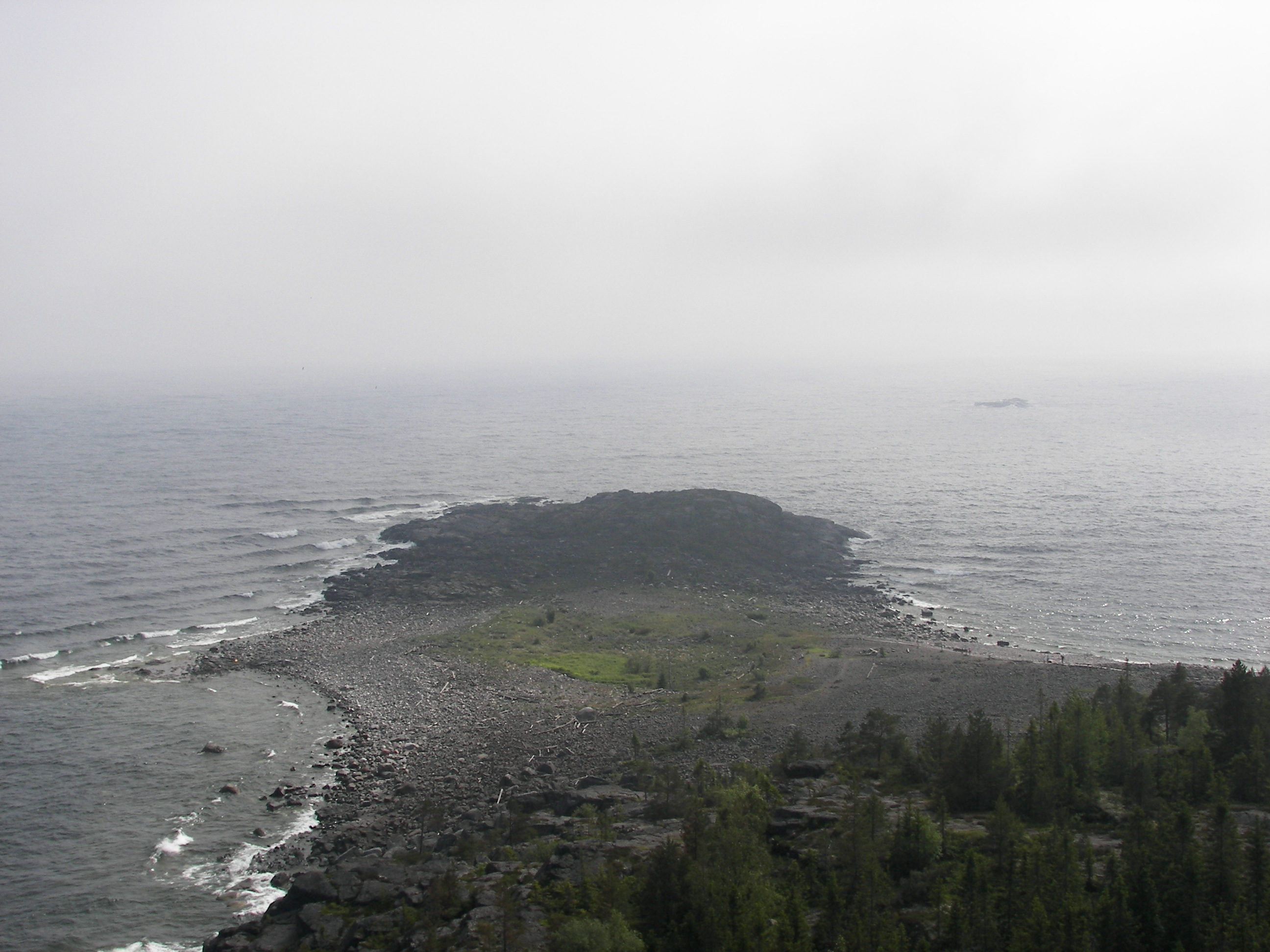
Klubudden vu depuis le phare d'Högbonden en Suède.